# Antimonselita
L'antimonselita és un mineral de la classe dels sulfurs, que pertany al grup de l'estibina. El seu nom fa al·lusió a la seva composició, que conté antimoni i seleni.

## Característiques
L'antimonselita és un sulfur de fórmula química Sb₂Se₃. Cristal·litza en el sistema ortoròmbic formant cristalls euèdrics aciculars en agregats radials, o bé agregats de grans molt fins. La seva duresa a l'escala de Mohs és 3,5.
Segons la classificació de Nickel-Strunz, l'antimonselita pertany a «02.DB: Sulfurs metàl·lics, M:S = 2:3» juntament amb els següents minerals: bismutinita, guanajuatita, metastibnita, pääkkönenita, estibina, ottemannita, suredaïta, bowieïta, kashinita, montbrayita, edgarita, tarkianita i cameronita.

## Formació i jaciments
Es troba en filons de calcita uranífera en dipòsits polimetàl·lics hidrotermals d'urani-mercuri-molibdè. Sol trobar-se associada a altres minerals com: pirita, esfalerita, galena, ferroselita, clausthalita, uraninita, cinabri, hematites, calcita, or natiu, famatinita, gersdorffita, trustedtita, quars o barita. Va ser descoberta l'any 1993 al dipòsit d'urani No. 504, a Guiyang (Guizhou, República Popular de la Xina). També se n'ha trobat en altres indrets de la Xina i a la República Txeca.